# Modell (Logik)
In der mathematischen Logik ist ein Modell eines Axiomensystems eine mit gewissen Strukturen versehene Menge, auf die die Axiome dieses Systems zutreffen.
Beispielsweise ist die Geometrie der euklidischen Ebene ein Modell des euklidischen Axiomensystems, und falls man auf das Parallelenaxiom verzichtet, ist auch die Geometrie der hyperbolischen Ebene ein Modell des übrigbleibenden Axiomensystems.
Die Existenz eines Modells beweist die Widerspruchsfreiheit eines Axiomensystems. Die Modelltheorie beschäftigt sich damit, welche Modelle es für bestimmte Axiomensysteme gibt.

## Definition von Modellen
In einer elementaren Sprache {\displaystyle L} sind die Ausdrücke oder {\displaystyle L}-Formeln über einem Alphabet gebildet, das aus den folgenden Grundzeichen besteht.
1. abzählbar viele Individuenvariablen: {\displaystyle x_{1},x_{2},x_{3},\ldots }
2. Funktionszeichen: {\displaystyle f_{1},f_{2},f_{3},\ldots }
3. Relationszeichen: {\displaystyle R_{1},R_{2},R_{3},\ldots }
4. Individuenzeichen: {\displaystyle c_{1},c_{2},c_{3},\ldots }
5. logische Zeichen: ¬, ∧, ∨, →, ↔, ∃, ∀, =
6. technische Zeichen: (, )

Ist  {\displaystyle (A,F^{A},R^{A},C^{A})} eine algebraische Struktur, dann enthält eine für A geeignete elementare Sprache für jede Funktion {\displaystyle f_{i}^{A}\in F^{A}} ein Funktionszeichen {\displaystyle f_{i}}, für jede Relation {\displaystyle R_{i}^{A}\in R^{A}} ein Relationszeichen {\displaystyle R_{i}} und für jedes Element {\displaystyle c_{i}^{A}\in C^{A}} ein Individuenzeichen {\displaystyle c_{i}}. Die Signatur der algebraischen Struktur besteht aus den Familien aller Stellenzahlen der Funktions- bzw. Relationszeichen und der aller Individuenzeichen. Stimmt sie mit der Signatur einer elementaren Sprache {\displaystyle L} überein, dann ist diese geeignet, um Aussagen über die algebraische Struktur zu formulieren. Werden den Funktions-, Relations- und Individuenzeichen entsprechende Funktionen, Relationen bzw. Elemente aus {\displaystyle C^{A}} zugeordnet, dann ist die Sprache in der Struktur interpretiert.
Terme werden induktiv dadurch definiert, dass Individuenvariablen und Individuenzeichen Terme sind und für Terme {\displaystyle t_{1},\ldots ,t_{n}} und ein {\displaystyle n}-stelliges Funktionszeichen {\displaystyle f} auch {\displaystyle f(t_{1},\ldots ,t_{n})} ein Term ist. Ausdrücke werden ebenfalls induktiv definiert:
- für Terme {\displaystyle t_{1},\ldots ,t_{n}} und ein {\displaystyle n}-stelliges Relationszeichen {\displaystyle R} ist {\displaystyle R(t_{1},\ldots ,t_{n})} ein Ausdruck
- Termgleichungen {\displaystyle t_{1}=t_{2}} sind Ausdrücke
- sind φ und ψ Ausdrücke, dann sind auch ¬φ, φ ∧ ψ, φ ∨ ψ, φ → ψ, φ ↔ ψ Ausdrücke
- ist φ ein Ausdruck, in dem die Zeichenreihen ∃x oder ∀x nicht vorkommen, dann sind auch ∃xφ und ∀xφ Ausdrücke.
Aussagen sind Ausdrücke, in denen keine freien Variablen vorkommen. Dabei wird das freie Vorkommen einer Variablen wieder induktiv definiert: die Individuenvariable {\displaystyle x} kommt in dem Ausdruck φ genau dann frei vor, wenn
- φ atomar ist und x in φ vorkommt, oder
- φ die Gestalt ¬ψ besitzt und x in ψ frei vorkommt, oder
- φ die Gestalt ψ ∧ χ, ψ ∨ χ, ψ → χ oder ψ ↔ χ besitzt und x in ψ oder χ frei vorkommt, oder
- φ die Gestalt ∃yψ oder ∀yψ besitzt, und x in ψ frei vorkommt und x, y verschiedene Individuenvariablen sind.
Mit A ⊨ φ bezeichnet man die Gültigkeit von φ in der Struktur A. Diese wird wieder induktiv definiert:	
- ist φ eine atomare Aussage, dann ist 𝒜 ⊨ φ schon durch die Interpretation definiert
- 𝒜 ⊨ ¬φ ⇔ φ gilt nicht in 𝒜
- 𝒜 ⊨ φ ∧ ψ ⇔ (𝒜 ⊨ φ und 𝒜 ⊨ ψ)
- 𝒜 ⊨ φ ∨ ψ ⇔ (𝒜 ⊨ φ oder 𝒜 ⊨ ψ)
- 𝒜 ⊨ φ → ψ ⇔ (wenn 𝒜 ⊨ φ, so 𝒜 ⊨ ψ)
- 𝒜 ⊨ φ ↔ ψ ⇔ (𝒜 ⊨ φ genau dann, wenn 𝒜 ⊨ ψ)
- 𝒜 ⊨ ∃xφ(x) ⇔ es gibt ein Element a in 𝒜, so dass 𝒜 ⊨ φ(a),𝒜 ⊨ ∀ xφ(x) ⇔ für alle Elemente a in 𝒜 ist 𝒜 ⊨ φ(a)
Ein Ausdruck {\displaystyle \phi (x_{1},\ldots ,x_{n})} ist in {\displaystyle A} gültig, wenn {\displaystyle A\models (a_{1},\ldots ,a_{n})} für alle Elemente {\displaystyle a_{1},\ldots ,a_{n}\in {\mathcal {A}}} zutrifft, d. h., wenn die Aussage {\displaystyle \forall x_{1}\ldots \forall x_{n}\phi (x_{1},\ldots ,x_{n})\in {\mathcal {A}}} gilt. Eine Menge T von Ausdrücken oder Aussagen aus L, die deduktiv abgeschlossen ist, heißt elementare Theorie.
Ist T eine in L formulierte Theorie und 𝒜 eine Struktur für L, d. h., 𝒜 und L besitzen die gleiche Signatur, dann ist 𝒜 ein Modell von T, falls alle Aussagen oder Ausdrücke aus T in 𝒜 gültig sind (in Zeichen 𝒜 ⊨ T).